# Feria de la Chinita en Madrid

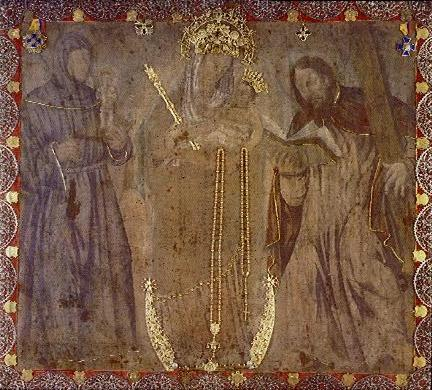
Imagen de la Virgen de Chiquinquirá, en la basílica venezolana de su nombre. Conocida popularmente como «La Chinita», da nombre a la feria que se realiza en su honor.

La Feria de la Chinita es un evento ferial que se realiza anualmente en la ciudad española de Madrid desde el año 2004. Es organizada por la comunidad venezolana de la ciudad, que pretende recordar la Feria de La Chinita que se lleva a cabo en Maracaibo y otras localidades del Estado Zulia (Venezuela) en honor de la Virgen de Chiquinquirá, conocida popularmente como «La Chinita», de donde toma el nombre el evento.

## Historia
El evento es organizado por la Asociación Cultural Feria de la Chinita en Madrid, una entidad sin ánimo de lucro que pretende acercar la cultura venezolana y rememorar la Feria de La Chinita que se lleva a cabo en Venezuela desde hace décadas. Con la intención de mantener un lazo de unión y recuerdo entre las tradiciones culturales venezolanas en España, la asociación puso en marcha la primera edición del evento en el año 2004.
Durante el evento se realizan diferentes actividades, entre las que destacan la gastronomía, exposiciones, concursos y otros, así como una misa en honor de la Virgen de Chiquinquirá. El objetivo principal de la feria es la difusión de la cultura y tradiciones venezolanas entre la sociedad española y los colectivos inmigrantes que conviven en el país, con interés en la integración de razas y culturas, sin injerencias políticas, racistas, sociales o de cualquier otra índole.